# Пивоварна Братя Попатанасови
„Братя Попатанасови“ е бивша пивоварна фабрика, със седалище с.Жиленци, Кюстендилско, основана през 1894 г. и прекратила самостоятелното си съществуване през 1909 г.

## История на пивоварната
През 1894 г. братята Харалампи и Павле Попатанасови в съдружие със Стефан Христакиев Давидов, дългогодишен бирник при Кюстендилското градско общинско управление, събират нужния капитал и построяват бирена фабрика в село Жиленци, която започва работа през 1895 г. За производството на бирата собствениците на фабриката ангажират чешки майстор-пивовар, както и няколко души местни жители и фабриката започва да произвежда пиво за нуждите на Кюстендил и околните села. Необходимият ечемик за производството на бирата се закупува от местни земеделски производители от околията и се преработва на място в малц, а нужните количества мая и хмел се доставят от чужбина. Фабричните съоръжения се поддържат от майстора-пивовар, като при повреди се викат техници от София. Бирата се разлива в дървени бурета и се транспортира до питейните заведения в града и селата. Първоначално бирата успешно се конкурира с по-качествената бира, доставяна от софийските пивоварни в бурета с волски коли, поради по-ниската си цена. 
През 1895 г. фабриката на братя Попатанасови произвежда 29 850 литра бира, и продава 22 880 литра, като заплаща акциз на държавата в размер на 1144,00 лева. През 1896 г. фабриката произвежда 21 000 литра бира, продава 13 550 литра, и заплаща акциз в размер на 677,00 лева. През 1897 г. са произведени 13 200 литра, продадени са 7680 литра, и е заплатен акциз 384,00 лева. През първото полугодие на 1898 г. произведеното количество бира достига 33 080 литра, от които са продадени 18 060 литра и е заплатен акциз в размер на 904,00 лева.
С пускането през 1909 г. на железопътната линия София – Кюстендил, доставката на по-качественото и по-добре отлежало пиво от София значително поевтинява. Произвежданата в жиленската фабрика бира не може да се конкурира с продукцията на по-старите и реномирани български пивоварни, особено с прочутото „Прошеково пиво“. Производството на бира в село Жиленци е преустановено, фабриката запустява и донася загуба на собствениците си. Така приключва кратката история на пивоварството в Кюстендилско. 